# Eva Strittmatter

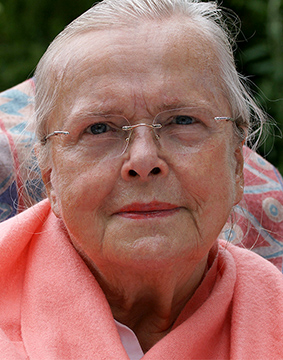
Eva Strittmatter, 2009

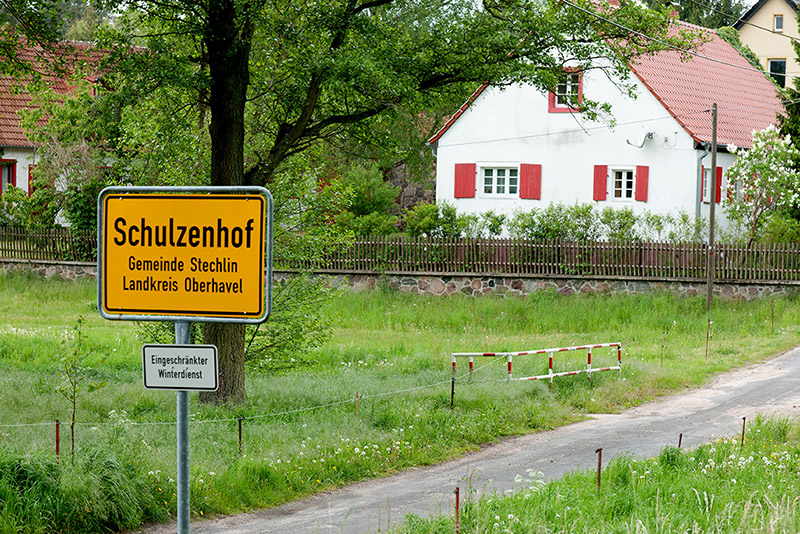
„Strittmatter-Haus“ in Schulzenhof, 2014

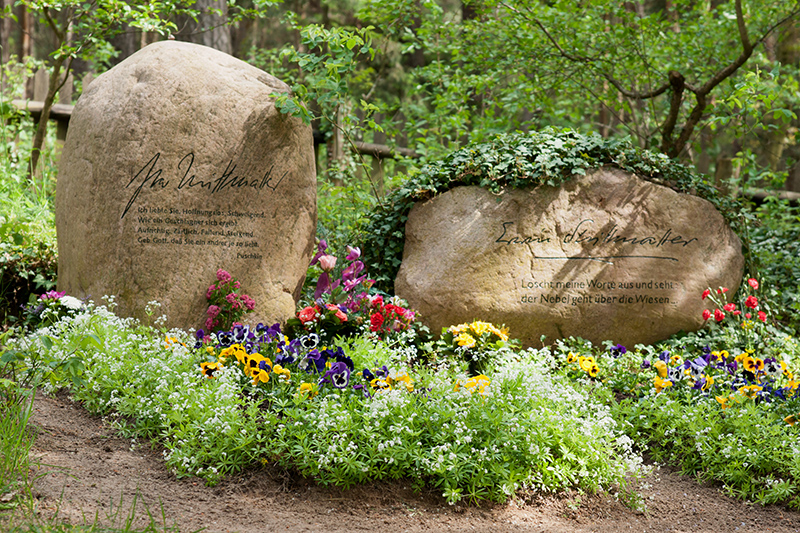
Grabstätte Eva und Erwin Strittmatter

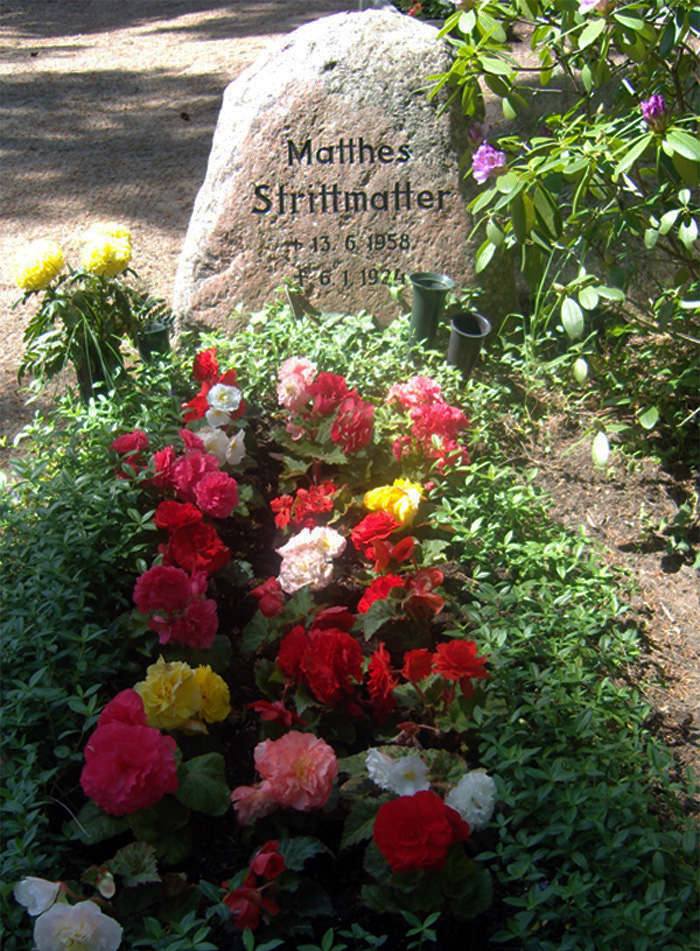
Grabstätte Matthes Strittmatter

Eva Strittmatter, geborene Braun (* 8. Februar 1930 in Neuruppin; † 3. Januar 2011 in Berlin), war eine deutsche Dichterin und Schriftstellerin.

## Leben
Eva Strittmatter, 1930 in Neuruppin (Brandenburg) geboren, übersprang aufgrund ausgezeichneter schulischer Leistungen zwei Klassen und wechselte gegen den Willen ihres Vaters auf die Oberschule (Fontane-Schule Neuruppin). Bereits in ihrer Schulzeit begann sie Prosa-Gedichte zu schreiben. Das früheste überlieferte Gedicht ohne Titel entstand im September 1944. Auch in dieser „frühen Phase der Poesie“ war die Natur Motiv und Metapher. Zeitlebens schöpfte sie aus der „Kindheitsstadt“ und der märkischen Landschaft. In ihrem autobiografischen Text Mai in Piešt’any (1986) erinnert sich die Dichterin an Neuruppins „Topographie, an Geruch, Geräusch, Geschmack in Hitze und Kälte, Milde und Strenge“. 1947 legte sie das Abitur ab und begann an der Humboldt-Universität zu Berlin das Studium der Germanistik, Romanistik und Pädagogik. 1950 heiratete sie und brachte 1951 einen Sohn, Ilja, zur Welt. Die Ehe wurde jedoch bald wieder geschieden. Noch vor der Scheidung lernte sie Erwin Strittmatter kennen, den sie 1956 heiratete und mit dem sie drei weitere Söhne hatte, darunter der Autor und Schauspieler Erwin Berner.
Seit 1951, nach dem Abschluss ihres Studiums, arbeitete Eva Strittmatter freiberuflich beim Deutschen Schriftstellerverband der DDR als Lektorin. Ab 1952 veröffentlichte sie literaturkritische Arbeiten in der Literaturzeitschrift ndl. Von 1953 bis 1954 war sie Lektorin beim Kinderbuchverlag Berlin. Zudem wurde sie 1953 Mitglied des ndl-Redaktionsbeirates. Seit 1954 war sie freie Schriftstellerin. Sie veröffentlichte eher unpolitische Werke, darunter vor allem Gedichte, aber auch Prosa für Kinder und Erwachsene.
Zu ihren und ihres Mannes Bekannten zählten unter anderem die DDR-Schriftsteller Hermann Kant und Christa Wolf, aber auch international bekannte Schriftsteller wie Lew Kopelew und Halldór Laxness. Von 1960 bis 1972 unternahm sie in ihrer Eigenschaft als Mitglied der Auslandskommission des Schriftstellerverbandes der DDR zahlreiche Reisen in die Sowjetunion und nach Jugoslawien. 1993/1994 starben innerhalb von nur neun Monaten ihre Mutter, ihr Mann Erwin und ihr Sohn Matti. Sie lebte im brandenburgischen Schulzenhof, wohin sie 1957 mit ihrem Mann gezogen war.
Die Textilkünstler Christa Hoffmann und Günter Hoffmann schufen 30 Gobelins zum Werk von Eva und Erwin Strittmatter.
Eva Strittmatter wurde auf dem Friedhof Schulzenhof neben ihrem Mann beigesetzt. Die Grabstätte des Sohnes Matthes gen. Matti (1958–1994) befindet sich ebenfalls auf dem Friedhof Schulzenhof, gegenüber von Eva und Erwin Strittmatter.
In der Rezeption ihrer Lyrik herrschte lange Zeit die Meinung vor, der Ursprung für Eva Strittmatters literarische Laufbahn liege in Schulzenhof. Neueste Erkenntnisse belegen jedoch, dass sie bereits in ihrer Neuruppiner Schulzeit begann, Gedichte zu schreiben.
Ihr Nachlass sowie ihre Bibliothek befinden sich heute in der Akademie der Künste Berlin.

## Werke

### Lyrik
- 1973: Ich mach ein Lied aus Stille
- 1975: Mondschnee liegt auf den Wiesen
- 1977: Die eine Rose überwältigt alles
- 1980: Poesiealbum 149, (Auswahl: Edith George, Grafik: Hubertus Giebe), Verlag Neues Leben, Berlin
- 1980: Zwiegespräch, Aufbau-Verlag, Berlin und Weimar
- 1983: Heliotrop, Aufbau-Verlag, Berlin und Weimar
- 1983: Beweis des Glücks
- 1988: Atem
- 1989: Die heimliche Freiheit der Einsamkeit
- 1990: Unterm wechselnden Licht
- 1991: Einst habe ich drei Weiden besungen
- 1997: Der Schöne (Obsession), Aufbau-Verlag, Berlin, ISBN 3-7466-1329-9
- 2001: Morgens, abends
- 2002: Liebe und Haß. Die geheimen Gedichte. 1970–1990. Aufbau-Verlag, Berlin, ISBN 3-7466-1330-2
- 2005: Der Winter nach der schlimmen Liebe. Gedichte. Aufbau-Verlag, Berlin 1996/1997, 2005, ISBN 3-351-03029-0
- 2005: Landschaft
- 2006: Sämtliche Gedichte
- 2008: Für meine Schulzenhof-Freunde. Edition Zwiefach, Berlin, ISBN 978-3-940408-04-4
- 2008: Seele seltsames Gewächs
- 2009: Wildbirnenbaum. Gedichte, Aufbau-Verlag, Berlin, ISBN 978-3-351-03273-9
- 2010: Zwischenspiel – Lyrik, Fotografie. Zusammen mit Rengha Rodewill.  Plöttner Verlag, Leipzig, ISBN 978-3-86211-005-6
- 2011: Auf einmal war es schon das Leben. Gedichte, Briefe, Essays, ISBN 978-3-351-03355-2
- 2013: Märkischer Juni. Zusammen mit Hans-Jürgen Gaudeck. Steffen Verlag, Berlin, ISBN 978-3-941683-24-2
- 2015: Sämtliche Gedichte : erweiterte Neuausgabe, Aufbau-Verlag, Berlin, ISBN 978-3-351-03625-6
- 2015: Und Liebe liebt niemals vergebens. Zusammen mit Hans-Jürgen Gaudeck. Steffen Verlag, Berlin, ISBN 978-3-941683-24-2
- 2019: Intermezzo – Foto & Lyrik. Zusammen mit Rengha Rodewill.  artesinex verlag, Berlin, ISBN 978-3-9820572-0-0 (E-Book)
- 2020: Unterm roten Rotdorndach. Zusammen mit Hans-Jürgen Gaudeck. Steffen Verlag, Berlin, ISBN 978-3-95799-101-0

### Prosa
- 1977: Briefe aus Schulzenhof I
- 1983: Poesie und andere Nebendinge
- 1986: Mai in Piešťany, ISBN 978-3-351-00289-3
- 1990: Briefe aus Schulzenhof II, ISBN 978-3-351-01638-8
- 1995: Briefe aus Schulzenhof III, ISBN 978-3-351-02316-4
- 2000: Du liebes Grün. Ein Garten- und Jahreszeitenbuch, ISBN 978-3-351-02879-4

### Kinderbücher
- 1958: Brüderchen Vierbein (Illustrationen: Ingeborg Meyer-Rey)
- 1959: Vom Kater, der ein Mensch sein sollte
- 1974: Ich schwing mich auf die Schaukel, 2. Auflage 1983, ISBN 978-3-88652-076-3
- 1978: Der Igel
- 1987: Der Zwergenriese. ISBN 3-358-00058-3
- 1987: Jetzt wolln wir mal ein Liedchen singen, ISBN 978-3-358-00125-7
- 2011: Großmütterchen Gutefrau und ihre Tiere

### Autobiografisches / Interviews
- 1996: Allein. Ein Gespräch. Mit Klaus Trende. Cottbus 1996
- 2001: Aber das 'große' kann stehen bleiben – Eva Strittmatter zu Leben und Schreiben an der Seite ihres Mannes, Hörfunk-Dokumentation von Bert Koß, Redaktion und Regie: Matthias Thalheim (MDR 2001)
- 2002: als Hörbuch unter dem Titel: Eva Strittmatter – Gedichte und Selbstauskünfte, 2 CDs, Der Audio Verlag 2002, ISBN 978-3-89813-186-5
- 2008: Leib und Leben. Gespräch mit Irmtraud Gutschke. Das Neue Berlin, Berlin, ISBN 978-3-360-01946-2
- 2009: Neuauflage des Hörbuchs unter dem Titel In einer anderen Dämmerung: Gedichte und Selbstauskünfte 2 CDs, Eulenspiegel-Verlag 2009, ISBN 978-3-359-01116-3

### Briefe
- 2019: Eva Strittmatter, Erwin Strittmatter: Du bist mein zweites Ich. Der Briefwechsel. Hrsg. von Erwin Berner und Ingrid Kirschey-Feix. Aufbau Taschenbuch, Berlin 2019, ISBN 978-3-351-03765-9

### Herausgeberschaft
- 1995: Erwin Strittmatter: Vor der Verwandlung. Aufzeichnungen
- 2002: Erwin Strittmatter: Geschichten ohne Heimat
- 2002: Erwin Strittmatter. Eine Biographie in Bildern

## Auszeichnungen
- 1975: Heinrich-Heine-Preis des Ministeriums für Kultur der DDR
- 1987: Nationalpreis der DDR für Kunst und Literatur II. Klasse
- 1998: Walter-Bauer-Preis
- 2008: Ver.di-Literaturpreis Berlin-Brandenburg
- 2010: Verdienstorden des Landes Brandenburg

Am 30. Mai 2005 wurde mit der Einweihung des Neubaus das Gymnasium Gransee nach Erwin und Eva Strittmatter in Strittmatter-Gymnasium umbenannt.